# Kolumbia na Letnich Igrzyskach Olimpijskich 2008
Kolumbię na XXIX Letnich Igrzyskach Olimpijskich w Pekinie reprezentowało 64 sportowców w 15 dyscyplinach. Był to 17 start Kolumbijczyków na letnich igrzyskach olimpijskich. Rezultat 2 zdobytych medali jest trzecim najlepszym wynikiem Kolumbii na letnich igrzyskach. 

## Zdobyte medale
| Medal  | Zawodnik           | Dyscyplina sportowa  | Konkurencja                |
| ------ | ------------------ | -------------------- | -------------------------- |
| Srebro | Diego Salazar      | Podnoszenie ciężarów | do 62 kg mężczyzn          |
| Brąz   | Jackeline Rentería | Zapasy               | styl wolny do 55 kg kobiet |